# Luehdorfia
Luehdorfia là một chi bướm thuộc họ Bướm phượng. Nó gồm các loài:
- Luehdorfia chinensis
- Luehdorfia japonica
- Luehdorfia puziloi
- Luehdorfia taibai

## Hình ảnh

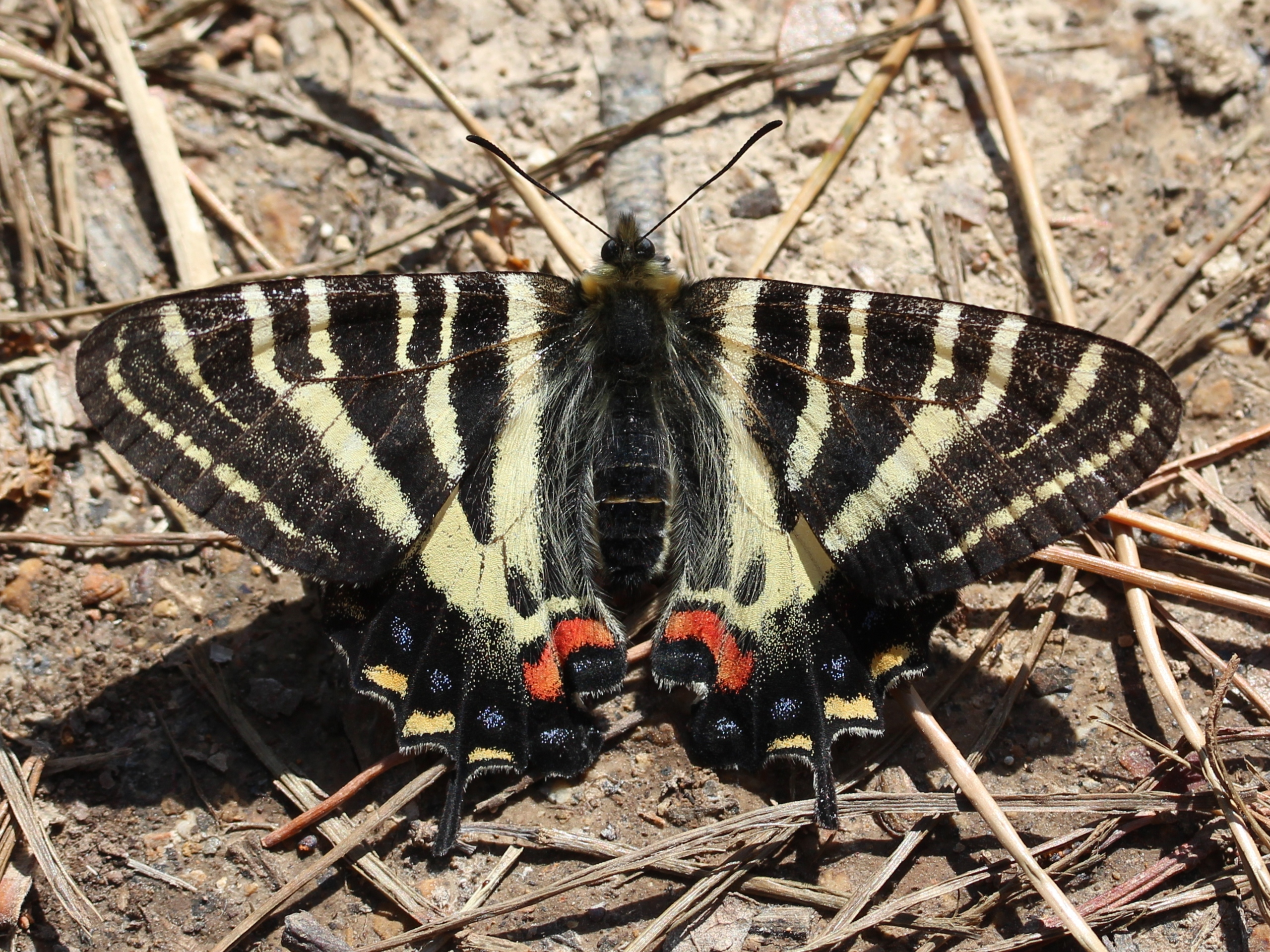
Luehdorfia japonica
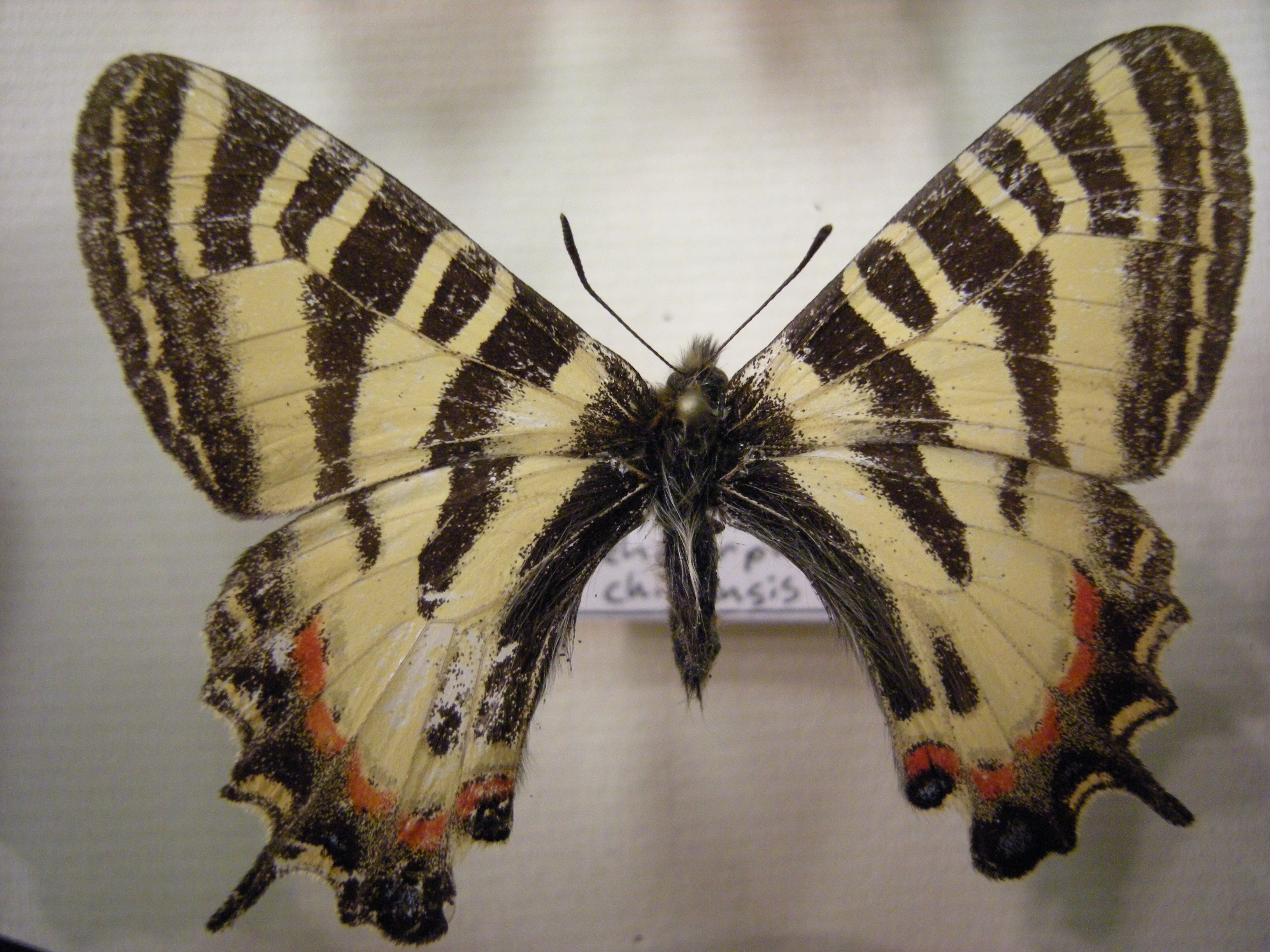